# Bibliographie sur la phytothérapie
Pour un article plus général, voir phytothérapie.
Les ouvrages ci-dessous peuvent être lus pour approfondir ses connaissances en phytothérapie. 
Par ordre alphabétique d'auteurs :
- Docteur Paul Belaiche
  - Guide familial de la médecine par les plantes, éd. Hachette (1982) (existe en format poche)
  - Traité de phytothérapie et d'aromathérapie (3 tomes), éd. Maloine (1979),  (ISBN 2224005202),  (ISBN 2224005628),  (ISBN 2224005423) (nombreuses références bibliographiques)
- L. Bezanger-Beauquesne, M. Pinkas, M. Torck, F. Trotin, Plantes médicinales des régions tempérées, éd. Maloine (1980),  (ISBN 2224006071) (nombreuses références bibliographiques)
- L. Bezanger-Beauquesne, M. Pinkas, M. Torck, Les plantes dans la thérapeutique moderne, éd. Maloine (1986),  (ISBN 2224011822)
- Docteur. J. Bouhours, La santé de votre enfant par les plantes, éd. Presses de la Renaissance (1980),  (ISBN 2856161723)
- Michel Charon et Henry Clos Jouve, Plantes médicinales, éd. Hachette (1966)
- Dr Jean Chatonet, Les plantes médicinales, éd. Berger-Levrault (1979),  (ISBN 2701302536)
- Collectif, Secrets et vertus des plantes médicinales, éd. Sélection du Reader's digest (1985),  (ISBN 2709800179)
- Docteur Gérard Debuigne, Larousse des plantes qui guérissent, éd. Larousse (1974),  (ISBN 2030190136)
- Pierre Delaveau, Histoire et renouveau des plantes médicinales, Albin Michel (1991),  (ISBN 2226016295)
- Isabelle Estournel, Guérir grâce aux plantes, l'énergie des plantes pour votre santé, Ed. Exclusif 2006,  (ISBN 2848910534)
- R. Fauron et R. Moatti, Guide pratique de phytothérapie, éd. Maloine (1984)
- Docteur Jacques Fleurentin,  Les plantes qui nous soignent : Traditions et thérapeutique, Ouest France, (2010)
- Hans Fluck, Herbes médicinales, éd. Delachaux & Niestlé (1975)
- Pamela Forey et Ruth Lindsay, Plantes médicinales, éd. Gründ (1989),  (ISBN 2700019164)
- P. Franchomme et al, L'aromathérapie exactement, éd. Roger Jollois (1990),  (ISBN 2878190017)
- Robert Fritsch, Les plantes médicinales, éd. SAEP (1987),  (ISBN 2737235103)
- Professeur Loïc Girre, Connaître et reconnaître les plantes médicinales, éd. Ouest France (1980),  (ISBN 2858822247)
- Dr Jörg Grüwald, Christof Jänicke, Guide de phytothérapie, édition Marabout (2004),  (ISBN 2501044886)
- Francis Hallard, Phytothérapie, éd. Masson (1988),  (ISBN 222581130X)
- P. Lanzara, Le guide des plantes médicinales, éd. Fernand Nathan, 1978.
- Docteur Jean-Claude Lapraz et al.
  - Plantes médicinales - Phytothérapie clinique intégrative et médecine endobiogénique, éd. Lavoisier 2017
  - Traité de Phytothérapie clinique, éd. Masson, 2002
  - ABC de phytothérapie dans les maladies infectieuses, éd. Jacques Grancher, 1998.
  - La Plante médicinale, de la tradition à la science, éd. Jacques Grancher, 1997.
  - Utilisation thérapeutique de 84 plantes médicinales, publié par les laboratoires Vernin, éd. La Balance.
  - Phytothérapie et dermatologie, éd. Masson, 1982.
- Henri Leclerc, Précis de phytothérapie, éd. Masson (1976),  (ISBN 2225858705)
- Dr Éric Lorrain, La phytothérapie, édition la Boétie, collection “100 questions sur”, avril 2013, 221 p.  (ISBN 9782368650028) (OCLC 867905246)
- Catherine Monnier, Les plantes médicinales - vertus et traditions, éd. Privat (2002),  (ISBN 2708981676)
- Monographies de plantes de l'Institut Européen des Substances Végétales.
- Docteur Jean-Michel Morel, Traité pratique de Phytothérapie, 618 pages, Préface de Jean-Marie Pelt, éd. Grancher, 2008,  (ISBN 2733910434)
- Jean Palaiseul, Nos grands-mères savaient, éd. Robert Laffont (1972),  (ISBN 2221082184) (existe en format poche)
- René Raymond Paris, Hélène Moyse, Précis de matière médicale, t. I - Pharmacognosie générale - Pharmacognosie spéciale, Masson et Cie, coll. « Précis de pharmacie », 1965, 416 p..
- René Raymond Paris, Hélène Moyse, Précis de matière médicale, t. II - Pharmacognosie spéciale (suite), Masson et Cie, coll. « Précis de pharmacie », 1967, 511 p..
- René Raymond Paris, Hélène Moyse, Précis de matière médicale, t. III - Pharmacognosie spéciale (suite), Masson et Cie, coll. « Précis de pharmacie », 1971, 509 p..
- Pic et Bonnamour, Phytothérapie, médicaments végétaux, éd. Baillière (1923)
- Robert Quinche, Ces plantes qui guérissent, éd. Songo, 144 p.  (ISBN 3858590398)
- Docteurs Max Rombi et Dominique Robert, 120 plantes médicinales, composition, mode d'action et intérêt thérapeutique, Alpen Éditions (2007),  (ISBN 2914923821)
- Paul Schauenberg et Ferdinand Paris, Guide des plantes médicinales, éd. Delachaux et Niestlé (1974),  (ISBN 2603000012)
- Elisabeth Stuckey, Le grand livre des plantes guérisseuses, les 60 plantes indispensables, éd. Cristal 2003,  (ISBN 2848950056)
- Joel L. Swerdlow, Nature et médecine - les plantes qui guérissent, éd. National Geographic (2000),  (ISBN 2845820097)
- L. Thurzova, Les plantes santé qui poussent autour de nous, éd. Bordas (1985),  (ISBN 2040126376)
- Eugène Vada, Où, quand, comment cueillir les plantes médicinales, éd. De Vecchi (1975)
- Docteur Jean Valnet
  - Aromathérapie, éd. Maloine (1984) (existe en format poche),  (ISBN 2224009526)
  - Phytothérapie, éd. Maloine (1983) (existe en format poche),  (ISBN 2224006101)
- Docteur Jean Valnet, Docteur C. Duraffourd, Docteur J.C. Lapraz, Une médecine nouvelle - phytothérapie & aromathérapie, éd. Presses de la Renaissance (1978),  (ISBN 2856161219)
- Jacques Van Hellemont, Compendium de phytothérapie, éd. Association pharmaceutique belge (APB) (1986), 492 p.  (ISBN 2905134232) (OCLC 256003075)
- Max Wichtl, Robert Anton, Plantes thérapeutiques : tradition, pratique officinale, science et thérapeutique, Éditions Lavoisier, coll. « Tec et Doc », 2003, 2e éd., 692 p. (ISBN 9782743006310).

- La revue Prescrire : Bien utiliser les plantes en situations de soins, no spécial été 2007, T. 27, no 286.